# Illadopsis
Illadopsis là một chi chim trong họ Pellorneidae.